# Liste der Berufskollegs in Nordrhein-Westfalen
In Nordrhein-Westfalen gibt es 357 Berufskollegs.

## Liste der Schulen
| Schulnummer | Schulform    | Schulname | Anschrift                        | PLZ   | Ort                 | Website | Schülerinnen und Schüler | Anm.    |
| ----------- | ------------ | --- | -------------------------------- | ----- | ------------------- | ------- | ------------------------ | ------- |
| 184251      | Berufskolleg | Berufskolleg, Technische Schule des Heeres und Fachschule für Technik Gallwitz-Kaserne                                                                                | Kornelimünsterweg 27             | 52066 | Aachen              | Website | k. A.                    | [ 1 ]   |
| 176059      | Berufskolleg | Käthe-Kollwitz-Schule Berufskolleg der Städteregion Aachen | Bayernallee 6                    | 52066 | Aachen              | Website | 2080                     | [ 2 ]   |
| 176000      | Berufskolleg | Berufskolleg für Gestaltung und Technik der Städteregion Aachen | Neuköllner Str. 15               | 52068 | Aachen              | Website | 1689                     | [ 3 ]   |
| 176047      | Berufskolleg | Paul-Julius-Reuter-Berufskolleg für Wirtschaft und Verwaltung der Städteregion Aachen                                                                                 | Beeckstr. 23-25                  | 52062 | Aachen              | Website | 1981                     | [ 4 ]   |
| 176011      | Berufskolleg | Berufskolleg für Wirtschaft und Verwaltung der Städteregion Aachen | Lothringerstr. 10                | 52062 | Aachen              | Website | 1825                     | [ 5 ]   |
| 175997      | Berufskolleg | Mies-van-der-Rohe-Schule Berufskolleg für Technik der Städteregion Aachen                                                                                             | Neuköllner Str. 17               | 52068 | Aachen              | Website | 1716                     | [ 6 ]   |
| 177441      | Berufskolleg | Berufskolleg für Technik Ahaus mit gymnasialer Oberstufe des Kreises Borken                                                                                           | Lönsweg 24                       | 48683 | Ahaus               | Website | 2076                     | [ 7 ]   |
| 177507      | Berufskolleg | Berufskolleg für Wirtschaft und Verwaltung in Ahaus mit gymnasialer Oberstufe                                                                                         | Kusenhook 4-8                    | 48683 | Ahaus               | Website | 1911                     | [ 8 ]   |
| 177465      | Berufskolleg | Berufskolleg Canisiusstift Ahaus, private staatlich genehmigte Schule der Sekundarstufe II und Fachschule                                                             | Hindenburgallee 30b              | 48683 | Ahaus               | Website | 345                      | [ 9 ]   |
| 177453      | Berufskolleg | Berufskolleg Lise Meitner des Kreises Borken in Ahaus mit gymnasialer Oberstufe                                                                                       | Lönsweg 24                       | 48683 | Ahaus               | Website | 1003                     | [ 10 ]  |
| 192983      | Berufskolleg | St. Vincenz-Berufskolleg, Private Fachschule für Heilerziehungspflege, Berufsfachschule für Heilerziehungshilfe                                                       | Robert-Koch-Str. 41              | 59227 | Ahlen               | Website | 147                      | [ 11 ]  |
| 177556      | Berufskolleg | Berufskolleg Ahlen des Kreises Warendorf Europaschule | Im Pattenmeicheln 12             | 59229 | Ahlen               | Website | 1036                     | [ 12 ]  |
| 177532      | Berufskolleg | Berufskolleg St. Michael Wirtschaft und Verwaltung des Bistums Münster, Schule der Sekundarstufe II                                                                   | Warendorfer Str. 72              | 59227 | Ahlen               | Website | 275                      | [ 13 ]  |
| 196137      | Berufskolleg | Berufskolleg Berliner Platz des Hochsauerlandkreises in Arnsberg, Sekundarstufe II                                                                                    | Berliner Platz 8-10              | 59759 | Arnsberg            | Website | 1835                     | [ 14 ]  |
| 181122      | Berufskolleg | Berufskolleg Am Eichholz des Hochsauerlandkreises in Arnsberg, Sekundarstufe II                                                                                       | Feauxweg 24                      | 59821 | Arnsberg            | Website | 1005                     | [ 15 ]  |
| 182278      | Berufskolleg | Berufskolleg Wittgenstein | Am Breitenbach 1                 | 57319 | Bad Berleburg       | Website | 669                      | [ 16 ]  |
| 183593      | Berufskolleg | Evangelisches Berufskolleg der Diakonischen Stiftung Wittekindshof, Fachschule für Sozialpädagogik und Heilerziehungspflege, Berufsfachschule für Heilerziehungshilfe | Pfarrer-Krekeler-Str. 9          | 32549 | Bad Oeynhausen      | Website | 335                      | [ 17 ]  |
| 177568      | Berufskolleg | Berufskolleg Beckum des Kreises Warendorf, Europaschule | Hansaring 11                     | 59269 | Beckum              | Website | 2683                     | [ 18 ]  |
| 175420      | Berufskolleg | Berufskolleg des Rhein-Erft-Kreises in Bergheim | Kettelerstr. 2                   | 50126 | Bergheim            | Website | 1030                     | [ 19 ]  |
| 187999      | Berufskolleg | Berufskolleg für Angewandte Informatik, Staatlich genehmigte Ersatzschule                                                                                             | Hauptstr. 2                      | 51465 | Bergisch Gladbach   | Website | 250                      | [ 20 ]  |
| 175791      | Berufskolleg | Berufskolleg Bergisch Gladbach | Bensberger Str. 140              | 51469 | Bergisch Gladbach   | Website | 1974                     | [ 21 ]  |
| 175780      | Berufskolleg | Berufskolleg Kaufmännische Schulen in Bergisch Gladbach des Rheinisch-Bergischen Kreises                                                                              | Oberheidkamper Str. 21           | 51469 | Bergisch Gladbach   | Website | 1009                     | [ 22 ]  |
| 181742      | Berufskolleg | Berufskolleg Bergkloster Bestwig | Zum Bergkloster 1                | 59909 | Bestwig             | Website | 547                      | [ 23 ]  |
| 196101      | Berufskolleg | Berufskolleg am Tor 6, Privatschule, Sek.II, H. Hunger Berufskolleg gGmbH                                                                                             | August-Bebel-Str. 135-145        | 33602 | Bielefeld           | Website | 494                      | [ 24 ]  |
| 178410      | Berufskolleg | Berufskolleg für Gymnastik Bielefeld, Sekundarstufe II, Staatlich genehmigte Ersatzschule                                                                             | August-Bebel-Str. 57             | 33602 | Bielefeld           | Website | 56                       | [ 25 ]  |
| 192454      | Berufskolleg | Carl-Severing-Berufskolleg für Wirtschaft und Verwaltung der Stadt Bielefeld                                                                                          | Bleichstr. 12                    | 33607 | Bielefeld           | Website | 1878                     | [ 26 ]  |
| 191292      | Berufskolleg | Carl-Severing-Berufskolleg für Metall- und Elektrotechnik der Stadt Bielefeld                                                                                         | Hermann-Delius-Str. 4            | 33607 | Bielefeld           | Website | 3963                     | [ 27 ]  |
| 190457      | Berufskolleg | Berufskolleg Senne der Stadt Bielefeld | An der Rosenhöhe 11              | 33647 | Bielefeld           | Website | 1539                     | [ 28 ]  |
| 190445      | Berufskolleg | Carl-Severing-Berufskolleg für Handwerk und Technik der Stadt Bielefeld                                                                                               | Heeper Str. 85                   | 33607 | Bielefeld           | Website | 1827                     | [ 29 ]  |
| 199140      | Berufskolleg | Friedrich v. Bodelschwingh Schulen Berufskolleg, Private Ersatzschule im Berufsb. Bereich der v. Bodelschwingh. Stiftung Bethel Sekundarstufe II                      | Am Zionswald 12                  | 33617 | Bielefeld           | Website | 788                      | [ 30 ]  |
| 192442      | Berufskolleg | Rudolf-Rempel-Berufskolleg, Kaufmännische Schule der Stadt Bielefeld                                                                                                  | An der Rosenhöhe 5               | 33647 | Bielefeld           | Website | 3611                     | [ 31 ]  |
| 192259      | Berufskolleg | Maria-Stemme, Berufskolleg der Stadt Bielefeld | Huberstr. 40                     | 33607 | Bielefeld           | Website | 1440                     | [ 32 ]  |
| 176722      | Berufskolleg | August-Vetter-Berufskolleg, Privatschule des Bistums Münster, Sekundarstufe II                                                                                        | Dinxperloer Str. 56              | 46399 | Bocholt             | Website | 344                      | [ 33 ]  |
| 176692      | Berufskolleg | Berufskolleg am Wasserturm des Kreises Borken in Bocholt | Herzogstr. 4                     | 46399 | Bocholt             | Website | 1462                     | [ 34 ]  |
| 176709      | Berufskolleg | Berufskolleg Bocholt-West des Kreises Borken mit gymnasialer Oberstufe                                                                                                | Schwanenstr. 19-21               | 46399 | Bocholt             | Website | 1886                     | [ 35 ]  |
| 192533      | Berufskolleg | Berufskolleg im Ev. Johanneswerk gGmbH, Staatlich genehmigte Ersatzschule, Sekundarstufe II, Heilerziehungspflege und Heilerziehungshilfe                             | Dannenbaumstr. 63                | 44803 | Bochum              | Website | 177                      | [ 36 ]  |
| 180889      | Berufskolleg | Klaus-Steilmann-Berufskolleg | Westenfelder Str. 88             | 44867 | Bochum              | Website | 1585                     | [ 37 ]  |
| 179700      | Berufskolleg | Technische Berufliche Schule 1 | Ostring 25                       | 44787 | Bochum              | Website | 1952                     | [ 38 ]  |
| 179670      | Berufskolleg | Walter-Gropius-Berufskolleg, Technische Schule der Stadt Bochum, Berufliches Gymnasium                                                                                | Ostring 27                       | 44787 | Bochum              | Website | 1776                     | [ 39 ]  |
| 173654      | Berufskolleg | Berufskolleg im Europäischen Bildungs-, Forschungs- und Informationszentrum der Immobilienwirtschaft, Gemeinnützige Stiftung                                          | Springorumallee 20               | 44795 | Bochum              | Website | 1611                     | [ 40 ]  |
| 179693      | Berufskolleg | Louis-Baare-Berufskolleg | Bußmanns Weg 8                   | 44866 | Bochum              | Website | 1910                     | [ 41 ]  |
| 179681      | Berufskolleg | Alice-Salomon-Berufskolleg | Akademiestr. 46-48               | 44789 | Bochum              | Website | 1965                     | [ 42 ]  |
| 100037      | Berufskolleg | Matthias-Claudius-Schule Bochum, Privates evangelisches Berufskolleg der Sekundarstufe II des Trägervereins Matthias-Claudius-Schule e.V                              | Weitmarer Str. 115b              | 44795 | Bochum              | Website | 31                       | [ 43 ]  |
| 198481      | Berufskolleg | Wirtschaftskolleg Bochum, Privates Berufskolleg, Sekundarstufe II als Ersatzschule der Wirtschaftskolleg Bochum gGmbH                                                 | Bessemerstr. 80                  | 44793 | Bochum              | Website | 214                      | [ 44 ]  |
| 174520      | Berufskolleg | Robert-Wetzlar-Berufskolleg Hauswirtschaftliche, Sozialpädagogische, Gewerbliche Schulen der Stadt Bonn                                                               | Kölnstr. 229                     | 53117 | Bonn                | Website | 2279                     | [ 45 ]  |
| 174580      | Berufskolleg | Berufskolleg des Rhein-Sieg-Kreises Bonn-Duisdorf | Rochusstr. 30                    | 53123 | Bonn                | Website | 1729                     | [ 46 ]  |
| 174592      | Berufskolleg | Friedrich-List-Berufskolleg Bonn | Plittersdorfer Str. 48           | 53173 | Bonn                | Website | 2062                     | [ 47 ]  |
| 174518      | Berufskolleg | Heinrich-Hertz-Europakolleg | Herseler Str. 1                  | 53117 | Bonn                | Website | 3630                     | [ 48 ]  |
| 174543      | Berufskolleg | Ludwig-Erhard-Berufskolleg der Stadt Bonn | Kölnstr. 235                     | 53117 | Bonn                | Website | 2900                     | [ 49 ]  |
| 195716      | Berufskolleg | Berufskolleg Schloss Hamborn, Staatlich genehm.Ersatzschule, Sekundarstufe II, in privater Trägerschaft d. Rud.-Steiner-Schule Schl. Hamb.                            | Schloß Hamborn 5                 | 33178 | Borchen             | Website | 18                       | [ 50 ]  |
| 177659      | Berufskolleg | Berufskolleg Borken | Josefstr. 10                     | 46325 | Borken              | Website | 2222                     | [ 51 ]  |
| 177635      | Berufskolleg | Berufskolleg der Landwirtschaftskammer NRW, Fachschule für Agrarwirtschaft, Fachrichtung Landwirtschaft                                                               | Johann-Walling-Str. 45           | 46325 | Borken              | Website | 78                       | [ 52 ]  |
| 176760      | Berufskolleg | Berufskolleg der Stadt Bottrop, Sekundarstufe II | An der Berufsschule 20           | 46236 | Bottrop             | Website | 1835                     | [ 53 ]  |
| 178950      | Berufskolleg | Berufskolleg Kreis Höxter, Sekundarstufe II | Klöckerstr. 10                   | 33034 | Brakel              | Website | 2384                     | [ 54 ]  |
| 195005      | Berufskolleg | Kolping Berufskolleg Brakel, Privatschule, Ersatzschule im berufsbildenden Bereich der Kolping Schulwerk gGmbH, Sekundarstufe II                                      | Tegelweg 33                      | 33034 | Brakel              | Website | 50                       | [ 55 ]  |
| 181249      | Berufskolleg | Berufskolleg für Wirtschaft und Verwaltung Brilon des Hochsauerlandkreises, Sekundarstufe II                                                                          | Zur Jakobuslinde 30              | 59929 | Brilon              | Website | 613                      | [ 56 ]  |
| 175560      | Berufskolleg | Karl-Schiller-Berufskolleg für Wirtschaft und Verwaltung, Europaschule des Rhein-Erft-Kreises in Brühl                                                                | Bonnstr. 200                     | 50321 | Brühl               | Website | 1458                     | [ 57 ]  |
| 178822      | Berufskolleg | Erich-Gutenberg-Berufskolleg Berufskolleg für Wirtschaft und Verwaltung des Kreises Herford in Bünde                                                                  | Wedekindstr. 30-38               | 32257 | Bünde               | Website | 1394                     | [ 58 ]  |
| 192934      | Berufskolleg | Berufskolleg Castrop-Rauxel, Sekundarstufe II | Wartburgstr. 100                 | 44579 | Castrop-Rauxel      | Website | 2275                     | [ 59 ]  |
| 177702      | Berufskolleg | Oswald-von-Nell-Breuning-Berufskolleg des Kreises Coesfeld in Coesfeld, Europaschule, Sekundarstufe II                                                                | Bahnhofstr. 33                   | 48653 | Coesfeld            | Website | 1230                     | [ 60 ]  |
| 177684      | Berufskolleg | Pictorius-Berufskolleg, Schulen der Sekundarstufe II des Kreises Coesfeld in Coesfeld                                                                                 | Borkener Str. 23                 | 48653 | Coesfeld            | Website | 1270                     | [ 61 ]  |
| 177696      | Berufskolleg | Liebfrauenschule Coesfeld, Berufskolleg des Bistums Münster, Schule der Sekundarstufe II und Fachschule                                                               | Kuchenstr. 18                    | 48653 | Coesfeld            | Website | 702                      | [ 62 ]  |
| 192946      | Berufskolleg | Berufskolleg Ostvest | Hans-Böckler-Str. 2              | 45711 | Datteln             | Website | 1668                     | [ 63 ]  |
| 100114      | Berufskolleg | Kolping-Sozial-Berufskolleg Delbrück | Springpatt 3                     | 33129 | Delbrück            | Website | 95                       | [ 64 ]  |
| 178690      | Berufskolleg | Kolping Sozialseminar Detmold Fachschule für Soz. Päd., BK, Sekundarstufe II der Kolping Schulwerk gGmbH                                                              | Schorenstr. 12                   | 32756 | Detmold             | Website | 172                      | [ 65 ]  |
| 178718      | Berufskolleg | Dietrich-Bonhoeffer-Berufskolleg | Elisabethstr. 86                 | 32756 | Detmold             | Website | 2122                     | [ 66 ]  |
| 100035      | Berufskolleg | August-Hermann-Francke-Berufskolleg als Ersatzschule in freier Trägerschaft des Christlichen Schulvereins Lippe e.V., Sekundarstufe II                                | Georgstr. 24                     | 32756 | Detmold             | Website | 171                      | [ 67 ]  |
| 195418      | Berufskolleg | Privates Berufskolleg des ESTA-Bildungswerkes, Sekundarstufe II, Ersatzschule                                                                                         | Obernienhagen 32                 | 32758 | Detmold             | Website | 134                      | [ 68 ]  |
| 186983      | Berufskolleg | Felix-Fechenbach-Berufskolleg | Saganer Str. 4                   | 32756 | Detmold             | Website | 2304                     | [ 69 ]  |
| 173423      | Berufskolleg | Berufskolleg Dinslaken Schule der Sekundarstufe II des Kreises Wesel                                                                                                  | Wiesenstr. 45-47                 | 46535 | Dinslaken           | Website | 1794                     | [ 70 ]  |
| 173782      | Berufskolleg | Berufsbildungszentrum Dormagen, Berufskolleg des Rhein-Kreises Neuss, Sekundarstufe II                                                                                | Willy-Brandt-Platz 5             | 41539 | Dormagen            | Website | 1354                     | [ 71 ]  |
| 177933      | Berufskolleg | Paul-Spiegel-Berufskolleg Dorsten Schule der Sekundarstufe II des vestischen Kreises Recklinghausen                                                                   | Halterner Str. 15                | 46284 | Dorsten             | Website | 1245                     | [ 72 ]  |
| 180014      | Berufskolleg | Anna-Zillken-Berufskolleg, Schule der Sekundarstufe II in freier Trägerschaft des Sozialdienst katholischer Frauen Gesamtver.e.V                                      | Arndtstr. 5                      | 44135 | Dortmund            | Website | 381                      | [ 73 ]  |
| 179991      | Berufskolleg | Gisbert-von-Romberg-Berufskolleg der Stadt Dortmund, Sekundarstufe II                                                                                                 | Hacheneyer Str. 185              | 44265 | Dortmund            | Website | 2163                     | [ 74 ]  |
| 179978      | Berufskolleg | Paul-Ehrlich-Berufskolleg der Stadt Dortmund, Sekundarstufe II | Hacheneyer Str. 177              | 44265 | Dortmund            | Website | 1725                     | [ 75 ]  |
| 179966      | Berufskolleg | Fritz-Henßler-Berufskolleg | Brügmannstr. 25-27a              | 44135 | Dortmund            | Website | 2824                     | [ 76 ]  |
| 179954      | Berufskolleg | Dortmunder Berufskolleg für Sport und Gymnastik, Staatlich genehmigte Berufsfachschule (Ersatzschule), Sekundarstufe II                                               | Victor-Toyka-Str. 6              | 44139 | Dortmund            | Website | 86                       | [ 77 ]  |
| 191516      | Berufskolleg | Rudolf Steiner Berufskolleg Dortmund e.V. Berufskolleg, Sekundarstufe II                                                                                              | Mergelteichstr. 45               | 44225 | Dortmund            | Website | 164                      | [ 78 ]  |
| 179942      | Berufskolleg | Robert-Bosch-Berufskolleg (Dortmund) | Benno-Elkan-Allee 2              | 44137 | Dortmund            | Website | 3424                     | [ 79 ]  |
| 179930      | Berufskolleg | Karl-Schiller-Berufskolleg | Brügmannstr. 21                  | 44135 | Dortmund            | Website | 2718                     | [ 80 ]  |
| 180040      | Berufskolleg | Leopold-Hoesch-Berufskolleg der Stadt Dortmund, Sekundarstufe II | Gronaustr. 4                     | 44135 | Dortmund            | Website | 2072                     | [ 81 ]  |
| 184123      | Berufskolleg | Robert-Schuman-Berufskolleg der Stadt Dortmund, Sekundarstufe II | Emil-Moog-Platz 15               | 44137 | Dortmund            | Website | 3663                     | [ 82 ]  |
| 180051      | Berufskolleg | Konrad-Klepping-Berufskolleg | Geschwister-Scholl-Str. 1        | 44135 | Dortmund            | Website | 2366                     | [ 83 ]  |
| 187707      | Berufskolleg | Robert-Bosch-Berufskolleg (Duisburg) | August-Thyssen-Str. 45           | 47166 | Duisburg            | Website | 1988                     | [ 84 ]  |
| 191784      | Berufskolleg | Kaufmännisches Berufskolleg Walther Rathenau, Sekundarstufe II, und Fachschule Hamborn                                                                                | Walther-Rathenau-Str. 10         | 47166 | Duisburg            | Website | 1967                     | [ 85 ]  |
| 171529      | Berufskolleg | Kaufmännisches Berufskolleg DU-Mitte, Sekundarstufe II, Fachschule Schule für Wirtschaft und Verwaltung                                                               | Carstanjenstr. 10                | 47057 | Duisburg            | Website | 2532                     | [ 86 ]  |
| 188104      | Berufskolleg | Sophie-Scholl-Berufskolleg Städtische Schule der Sekundarstufe II | Dahlmannstr. 26                  | 47169 | Duisburg            | Website | 1490                     | [ 87 ]  |
| 192235      | Berufskolleg | Friedrich-Albert-Lange-Berufskolleg | Carstanjenstr. 10                | 47057 | Duisburg            | Website | 2134                     | [ 88 ]  |
| 189420      | Berufskolleg | Bertolt-Brecht-Berufskolleg Sekundarstufe II und Fachschule Elektro- und Verkehrstechnik                                                                              | Am Ziegelkamp 28-30              | 47259 | Duisburg            | Website | 1804                     | [ 89 ]  |
| 190779      | Berufskolleg | Willy-Brandt-Berufskolleg, Sekundarstufe II, Rheinhausen | Krefelder Str. 92                | 47226 | Duisburg            | Website | 1075                     | [ 90 ]  |
| 191280      | Berufskolleg | Gertrud-Bäumer-Berufskolleg Städt. Schule der Sekundarstufe II mit gymnasialer Oberstufe und Fachschulen, Duisburg-Mitte                                              | Klöcknerstr. 48                  | 47057 | Duisburg            | Website | 1422                     | [ 91 ]  |
| 174002      | Berufskolleg | Schiffer-Berufskolleg RHEIN | Bürgermeister-Wendel-Platz 1     | 47198 | Duisburg            | Website | 469                      | [ 92 ]  |
| 197853      | Berufskolleg | Kant Berufskolleg, staatlich genehmigte Ersatzschule, Schule der ekundarstufe II des Rhein. Dialog und Bildungsverein e.V.                                            | Kantstr. 30                      | 47166 | Duisburg            | Website | 123                      | [ 93 ]  |
| 176540      | Berufskolleg | Berufskolleg für Technik des Kreises Düren | Nideggener Str. 43               | 52349 | Düren               | Website | 1251                     | [ 94 ]  |
| 176539      | Berufskolleg | Berufskolleg Kaufmännische Schulen des Kreises Düren | Euskirchener Str. 124-126        | 52351 | Düren               | Website | 1714                     | [ 95 ]  |
| 176485      | Berufskolleg | Nelly-Pütz-Schule Berufskolleg des Kreises Düren, Sekundarstufe II | Zülpicher Str. 50                | 52349 | Düren               | Website | 1156                     | [ 96 ]  |
| 170926      | Berufskolleg | Weber-Schule Berufskolleg Schule der Sekundarstufe II und Fachschule                                                                                                  | Emanuel-Leutze-Str. 8            | 40547 | Düsseldorf          | Website | 52                       | [ 97 ]  |
| 194335      | Berufskolleg | Berufskolleg für Informations-, Kommunikations- und Automatisierungstechnik, Sekundarstufe II, Schulträger Siemens AG                                                 | Klaus-Bungert-Str. 6             | 40468 | Düsseldorf          | Website | 114                      | [ 98 ]  |
| 170963      | Berufskolleg | Berufskolleg Kaiserswerther Diakonie, Ersatzschule der, Sekundarstufe II und Fachschule, Ber. Sozial-u. Gesundheitswesen, Berufliches Gymnasium                       | Alte Landstr. 179 e              | 40489 | Düsseldorf          | Website | 529                      | [ 99 ]  |
| 186454      | Berufskolleg | Lore-Lorentz-Schule, Städtisches Berufskolleg, Berufliches Gymnasium, Sekundarstufe II                                                                                | Schloßallee 14                   | 40229 | Düsseldorf          | Website | 1426                     | [ 100 ] |
| 184299      | Berufskolleg | LVR-Berufskolleg Fachschule des Sozialwesens, Sekundarstufe II | Am Großen Dern 10                | 40625 | Düsseldorf          | Website | 491                      | [ 101 ] |
| 187689      | Berufskolleg | Berufskolleg Bachstraße Städt. Schule für Wirtschaft mit Wirtschaftsgymnasium, Sekundarstufe II                                                                       | Schmiedestr. 17                  | 40227 | Düsseldorf          | Website | 2561                     | [ 102 ] |
| 187690      | Berufskolleg | Elly-Heuss-Knapp-Schule Berufskolleg der Stadt Düsseldorf Schule der Sekundarstufe II                                                                                 | Siegburger Str. 137-139          | 40591 | Düsseldorf          | Website | 2804                     | [ 103 ] |
| 195900      | Berufskolleg | Semper Berufskolleg für Kosmetik und Gestaltung, staatlich genehmigte Ersatzschule, Sek.II d.Gemeinnütz Gesellsch.Semper Bildungsw. NRW mbH                           | Am Seestern 18                   | 40547 | Düsseldorf          | Website | 107                      | [ 104 ] |
| 187859      | Berufskolleg | Städt. Lessing-Gymnasium und Städt. Lessing-Berufskolleg Schulen der Sekundarstufen I und II                                                                          | Ellerstr. 84                     | 40227 | Düsseldorf          | Website | 110                      | [ 105 ] |
| 170975      | Berufskolleg | St.-Ursula-Berufskolleg | Eiskellerstr. 11                 | 40213 | Düsseldorf          | Website | 533                      | [ 106 ] |
| 188621      | Berufskolleg | Technisches Berufskolleg Färberstraße Städt. Schule der Sekundarstufe II                                                                                              | Färberstr. 34                    | 40223 | Düsseldorf          | Website | 2552                     | [ 107 ] |
| 170768      | Berufskolleg | Albrecht-Dürer-Berufskolleg Städt. Schule der Sekundarstufe II | Paulsmühlenstr. 1                | 40597 | Düsseldorf          | Website | 3196                     | [ 108 ] |
| 170770      | Berufskolleg | Leo-Statz-Berufskolleg | Friedenstr. 29                   | 40219 | Düsseldorf          | Website | 1981                     | [ 109 ] |
| 170781      | Berufskolleg | Walter-Eucken-Berufskolleg Städt. Schule für Wirtschaft mit Wirtschaftsgymnasium -Sekundarstufe II-                                                                   | Suitbertusstr. 163-165           | 40223 | Düsseldorf          | Website | 2754                     | [ 110 ] |
| 170793      | Berufskolleg | Max-Weber-Berufskolleg Städt. Schule für Wirtschaft und Verwaltung – Sekundarstufe II -                                                                               | Suitbertusstr. 163-165           | 40223 | Düsseldorf          | Website | 2764                     | [ 111 ] |
| 188086      | Berufskolleg | Heinrich-Hertz-Berufskolleg (Düsseldorf) | Redinghovenstr. 16               | 40225 | Düsseldorf          | Website | 2594                     | [ 112 ] |
| 184767      | Berufskolleg | DAA-Wirtschaftsakademie,Berufskolleg für Wirtschaft – Schule der Sekundarst.II u. Fachschule, Private staatlich genehmigte Ersatzschule                               | Konrad-Adenauer-Platz 9          | 40210 | Düsseldorf          | Website | 152                      | [ 113 ] |
| 181365      | Berufskolleg | Berufskolleg Ennepetal des Ennepe-Ruhr-Kreises Bildungsgänge der Sekundarstufe II                                                                                     | Wilhelmshöher Str. 12-22         | 58256 | Ennepetal           | Website | 1316                     | [ 114 ] |
| 176590      | Berufskolleg | Berufskolleg des Kreises Heinsberg in Erkelenz | Westpromenade 2                  | 41812 | Erkelenz            | Website | 2267                     | [ 115 ] |
| 176280      | Berufskolleg | Berufskolleg Eschweiler der Städteregion Aachen – Sekundarstufe II -                                                                                                  | August-Thyssen-Str. 15           | 52249 | Eschweiler          | Website | 1873                     | [ 116 ] |
| 181778      | Berufskolleg | Lorenz-Burmann-Schule Berufskolleg Dachdecker Berufs- und Fachschule                                                                                                  | Böttenbergstr. 20                | 59889 | Eslohe (Sauerland)  | Website | 1011                     | [ 117 ] |
| 171608      | Berufskolleg | Heinz-Nixdorf-Berufskolleg | Dahnstr. 50                      | 45144 | Essen               | Website | 2402                     | [ 118 ] |
| 171633      | Berufskolleg | Berufskolleg im Bildungspark der Stadt Essen – Schule der Sekundarstufe II -                                                                                          | Blücherstr. 1                    | 45141 | Essen               | Website | 1780                     | [ 119 ] |
| 199321      | Berufskolleg | Berufskolleg BIKA Essen, Staatlich genehmigte pribate Ersatzschule der Sek.II Wirtschaft u.Verwalt. Siemens AG                                                        | ThyssenKrupp Allee 1             | 45143 | Essen               |         | 84                       | [ 120 ] |
| 171645      | Berufskolleg | Erich-Brost-Berufskolleg | Sachsenstr. 29                   | 45128 | Essen               | Website | 1749                     | [ 121 ] |
| 171580      | Berufskolleg | Berufskolleg Fleischerhandwerk Schule der Sekundarstufe II | Lützowstr. 20                    | 45141 | Essen               | Website | 152                      | [ 122 ] |
| 171657      | Berufskolleg | Robert-Schuman-Berufskolleg der Stadt Essen | Sachsenstr. 27                   | 45128 | Essen               | Website | 1544                     | [ 123 ] |
| 171566      | Berufskolleg | Berufskolleg Mitte der Stadt Essen – Sekundarstufe II - | Schwanenkampstr. 53              | 45127 | Essen               | Website | 1938                     | [ 124 ] |
| 196617      | Berufskolleg | Wirtschaftskolleg Weststadt,Priv.Berufs-Kolleg, Staatlich genehmigte Ersatzschule d.Sek.II d.Wirtschaftskolleg Westst. gGmbH                                          | Thea-Leymann-Str. 35             | 45127 | Essen               | Website | 134                      | [ 125 ] |
| 171591      | Berufskolleg | Berufskolleg West | Am Westbahnhof 3-5               | 45144 | Essen               | Website | 1351                     | [ 126 ] |
| 171578      | Berufskolleg | Berufskolleg Ost der Stadt Essen | Knaudtstr. 25                    | 45138 | Essen               | Website | 3007                     | [ 127 ] |
| 193331      | Berufskolleg | Staatlich genehmigte Ersatzschule d.Sek II i. Fachbereich Gesundheit/Erziehung u. Soziales d. Franz Sales Akademie gGmbH                                              | Steeler Str. 261                 | 45138 | Essen               | Website | 279                      | [ 128 ] |
| 171839      | Berufskolleg | Dore Jacobs Berufskolleg Berufliches Gym und Berufsfachschule Sek. II, Gesundheit/Soziales                                                                            | Twentmannstr. 125a               | 45326 | Essen               | Website | 187                      | [ 129 ] |
| 171943      | Berufskolleg | Johannes-Kessels-Akademie e.V. Katholisches Berufskolleg Schule der Sek. II und Fachschule                                                                            | Ludgerusstr. 7                   | 45239 | Essen               | Website | 285                      | [ 130 ] |
| 171955      | Berufskolleg | Berufskolleg der Landwirtschaftskammer NRW, Fachschule für Agrarwirtschaft, Fachrichtung Gartenbau                                                                    | Külshammerweg 18-26              | 45149 | Essen               | Website | 305                      | [ 131 ] |
| 196009      | Berufskolleg | DAA-Wirtschaftsakademie Essen Berufskolleg für Wirtschaft -Sek.II- des Institut für Weiterbildung e.V.                                                                | Auf der Union 10                 | 45141 | Essen               | Website | 24                       | [ 132 ] |
| 171827      | Berufskolleg | Robert-Schmidt-Berufskolleg | Robert-Schmidt-Str. 1            | 45138 | Essen               | Website | 2391                     | [ 133 ] |
| 175456      | Berufskolleg | Thomas-Eßer-Berufskolleg des Kreises Euskirchen in Euskirchen – Sekundarstufe II -                                                                                    | Kommerner Str. 137               | 53879 | Euskirchen          | Website | 2012                     | [ 134 ] |
| 175572      | Berufskolleg | Nell-Breuning-Berufskolleg Kaufm. Schule des Rhein-Erft-Kreises in Frechen – Sekundarstufe II -                                                                       | Antoniusstr. 15                  | 50226 | Frechen             | Website | 1469                     | [ 135 ] |
| 176620      | Berufskolleg | Berufskolleg des Kreises Heinsberg in Geilenkirchen | Berliner Ring 48-54              | 52511 | Geilenkirchen       | Website | 1944                     | [ 136 ] |
| 176643      | Berufskolleg | Berufskolleg Wirtschaft des Kreises Heinsberg in Geilenkirchen | Erlenweg 2                       | 52511 | Geilenkirchen       | Website | 1346                     | [ 137 ] |
| 173691      | Berufskolleg | Liebfrauenschule Geldern | Weseler Str. 15                  | 47608 | Geldern             | Website | 788                      | [ 138 ] |
| 173708      | Berufskolleg | Berufskolleg Geldern des Kreises Kleve | Am Nierspark 35                  | 47608 | Geldern             | Website | 2198                     | [ 139 ] |
| 187616      | Berufskolleg | Hans-Schwier-Berufskolleg der Stadt Gelsenkirchen – Schule der Sekundarstufe II -                                                                                     | Heegestr. 14                     | 45897 | Gelsenkirchen       | Website | 1848                     | [ 140 ] |
| 176783      | Berufskolleg | Berufskolleg am Goldberg der Stadt Gelsenkirchen – Wirtschaftsgymnasium -                                                                                             | Goldbergstr. 58-60               | 45894 | Gelsenkirchen       | Website | 2253                     | [ 141 ] |
| 193008      | Berufskolleg | Berufskolleg für Technik und Gestaltung der Stadt Gelsenkirchen | Overwegstr. 63                   | 45881 | Gelsenkirchen       | Website | 2183                     | [ 142 ] |
| 176795      | Berufskolleg | Berufskolleg Königstraße der Stadt Gelsenkirchen | Königstr. 1                      | 45881 | Gelsenkirchen       | Website | 1978                     | [ 143 ] |
| 177027      | Berufskolleg | Berufskolleg Gladbeck – Sekundarstufe II - | Herderstr. 3                     | 45964 | Gladbeck            | Website | 1677                     | [ 144 ] |
| 176990      | Berufskolleg | Johannes-Kessels-Akademie Katholisches Berufskolleg – Sekundarstufe II -                                                                                              | Allensteiner Str. 22             | 45964 | Gladbeck            | Website | 351                      | [ 145 ] |
| 173757      | Berufskolleg | Berufsbildungszentrum Grevenbroich Berufskolleg des Rhein-Kreises Neuss – Sekundarstufe II -                                                                          | Bergheimer Str. 53               | 41515 | Grevenbroich        | Website | 2010                     | [ 146 ] |
| 175663      | Berufskolleg | Berufskolleg Oberberg des Oberbergischen Kreises Kaufm. Schulen Gummersbach und Waldbröl                                                                              | Hans-Böckler-Str. 5              | 51643 | Gummersbach         | Website | 2042                     | [ 147 ] |
| 175651      | Berufskolleg | Berufskolleg Dieringhausen | Ernst-Zimmermann-Str. 26         | 51645 | Gummersbach         | Website | 2301                     | [ 148 ] |
| 195297      | Berufskolleg | Privates Berufskolleg – Sek.II – mit sonderpädagogischen Förderklassen der Kolping Schulwerk gGmbH                                                                    | Osningstr. 11-13                 | 33332 | Gütersloh           | Website | 206                      | [ 149 ] |
| 179589      | Berufskolleg | Carl-Miele-Berufskolleg des Kreises Gütersloh für Technik – Sekundarstufe II -                                                                                        | Wilhelm-Wolf-Str. 2              | 33330 | Gütersloh           | Website | 2094                     | [ 150 ] |
| 179607      | Berufskolleg | Berufskolleg der Bertelsmann AG Priv. Berufsschule/Technik u. Verwaltung – Sekundarstufe II -                                                                         | Carl-Bertelsmann-Str. 270        | 33335 | Gütersloh           | Website | 201                      | [ 151 ] |
| 179577      | Berufskolleg | Reinhard-Mohn-Berufskolleg für Wirtschaft u. Verwaltung m. Wirtschafts- gymnasium des Kreises Gütersloh -Sek.II-                                                      | Wiesenstr. 29                    | 33330 | Gütersloh           | Website | 1454                     | [ 152 ] |
| 180439      | Berufskolleg | Cuno-Berufskolleg II Berufskolleg für Technik der Stadt Hagen – Sekundarstufe II -                                                                                    | Viktoriastr. 2                   | 58095 | Hagen               | Website | 1550                     | [ 153 ] |
| 180440      | Berufskolleg | Käthe-Kollwitz Berufskolleg Hagen Berufskolleg für Allgemeingewerbe, Haus- wirtschaft u. Sozialpädagogik – Sek.II -                                                   | Liebigstr. 20-22                 | 58095 | Hagen               | Website | 1592                     | [ 154 ] |
| 180452      | Berufskolleg | Berufskolleg der Stadt Hagen Kaufmannsschule I | Springmannstr. 7                 | 58095 | Hagen               | Website | 2022                     | [ 155 ] |
| 180464      | Berufskolleg | Berufskolleg für Schornsteinfeger | Viktoriastr. 2                   | 58095 | Hagen               | Website | 95                       | [ 156 ] |
| 180490      | Berufskolleg | Kaufmannsschule II – Berufskolleg der Stadt Hagen | Letmather Str. 21-23             | 58119 | Hagen               | Website | 1081                     | [ 157 ] |
| 180506      | Berufskolleg | Cuno-Berufskolleg I Berufskolleg für Technik der Stadt Hagen – Sekundarstufe II -                                                                                     | Viktoriastr. 2                   | 58095 | Hagen               | Website | 2063                     | [ 158 ] |
| 178792      | Berufskolleg | Berufskolleg Halle (Westf.) des Kreises Gütersloh – Sekundarstufe II -                                                                                                | Kättkenstr. 14                   | 33790 | Halle (Westf.)      | Website | 1076                     | [ 159 ] |
| 181020      | Berufskolleg | Eugen-Schmalenbach-Berufskolleg des Märkischen Kreises – Sekundarstufe II -                                                                                           | Eugen-Schmalenbach-Str. 1-5      | 58553 | Halver              | Website | 1382                     | [ 160 ] |
| 180531      | Berufskolleg | St.-Franziskus-Berufskolleg Berufskolleg u. Berufl. Gymnasium des Erzbistums Paderborn, - Sekundarst. II -                                                            | Franziskanerstr. 2               | 59065 | Hamm                | Website | 488                      | [ 161 ] |
| 180520      | Berufskolleg | Elisabeth-Lüders-Berufskolleg Berufskol. u. Berufl. Gymnasium d. Stadt Hamm-Gesundh.,Erzh.u.Soz.,Ernähr.u.Vers.                                                       | Am Ebertpark 7                   | 59067 | Hamm                | Website | 1240                     | [ 162 ] |
| 184366      | Berufskolleg | LWL-Berufskolleg – Fachschulen Hamm – Heilpädagogik, Sozialpädagogik, Heilerziehungspflege und Motopädie                                                              | Heithofer Allee 64               | 59071 | Hamm                | Website | 518                      | [ 163 ] |
| 180518      | Berufskolleg | Eduard-Spranger-Berufskolleg – Sekundarstufe II – Technik | Vorheider Weg 8                  | 59067 | Hamm                | Website | 1793                     | [ 164 ] |
| 188724      | Berufskolleg | Friedrich-List-Berufskolleg Hamm | Vorheider Weg 14                 | 59067 | Hamm                | Website | 1803                     | [ 165 ] |
| 181390      | Berufskolleg | Berufskolleg Hattingen des Ennepe-Ruhr-Kreises Bildungsgänge der Sekundarstufe II                                                                                     | Raabestr. 15                     | 45525 | Hattingen           | Website | 1202                     | [ 166 ] |
| 175894      | Berufskolleg | Carl-Reuther-Berufskolleg des Rhein-Sieg-Kreises in Hennef | Fritz-Jacobi-Str. 20             | 53773 | Hennef (Sieg)       | Website | 2555                     | [ 167 ] |
| 196605      | Berufskolleg | Rhein-Sieg-Akademie-Kunstkolleg,Priv.Be- rufskolleg,Berufl.Gymn.f.Kunst u.Gestal- tung d.Rhein-Sieg-Akad.-Kunstkoll. gGmbH                                            | Wehrstr. 143-145                 | 53773 | Hennef (Sieg)       | Website | 127                      | [ 168 ] |
| 195212      | Berufskolleg | Berufskolleg der Arbeiterwohlfahrt für das Sozial- und Gesundheitswesen -Sek.II- Staatl. anerkannte Ersatzschule                                                      | Am Bahndamm 2                    | 32052 | Herford             | Website | 274                      | [ 169 ] |
| 188050      | Berufskolleg | Anna-Siemsen-Berufskolleg des Kreises Herford | Hermannstr. 9                    | 32051 | Herford             | Website | 1039                     | [ 170 ] |
| 178913      | Berufskolleg | Friedrich-List-Berufskolleg Herford | Hermannstr. 7                    | 32051 | Herford             | Website | 1365                     | [ 171 ] |
| 178895      | Berufskolleg | Berufskolleg am Wilhelmsplatz des Instituts f. Weiterbildung in Wirt- schaft u. Gesellschaft e.V., - Sek. II -                                                        | Wilhelmsplatz 6-8                | 32052 | Herford             | Website | 283                      | [ 172 ] |
| 178871      | Berufskolleg | Berufskolleg der Landwirtschaftskammer NRW, Fachschule für Agrarwirtschaft, Fachrichtung Landwirtschaft                                                               | Ravensberger Str. 6              | 32051 | Herford             | Website | 90                       | [ 173 ] |
| 188049      | Berufskolleg | Wilhelm-Normann-Berufskolleg des Kreises Herford Fachschule f.Technik d.Kreises Herford                                                                               | Hermannstr. 5                    | 32051 | Herford             | Website | 1673                     | [ 174 ] |
| 178883      | Berufskolleg | Elisabeth-von-der-Pfalz-Berufskolleg des Kirchenkreises Herford, - Sek. II – für Sozial- und Gesundheitswesen                                                         | Löhrstr. 2                       | 32052 | Herford             | Website | 278                      | [ 175 ] |
| 180804      | Berufskolleg | Emschertal-Berufskolleg der Stadt Herne | Steinstr. 22                     | 44652 | Herne               | Website | 1648                     | [ 176 ] |
| 180658      | Berufskolleg | Mulvany Berufskolleg Berufskolleg f. Wirtschaft u. Verwaltung d. Stadt Herne m. Wirtschaftsgymnasium                                                                  | Westring 201-203                 | 44629 | Herne               | Website | 1617                     | [ 177 ] |
| 187549      | Berufskolleg | Berufskolleg Nord der Städteregion Aachen – Sekundarstufe II - | Bardenberger Str. 72             | 52134 | Herzogenrath        | Website | 2193                     | [ 178 ] |
| 173472      | Berufskolleg | Berufskolleg Hilden des Kreises Mettmann – Schule der Sekundarstufe II -                                                                                              | Am Holterhöfchen 34              | 40724 | Hilden              | Website | 2482                     | [ 179 ] |
| 183106      | Berufskolleg | Hüberts'sche Schule Berufskolleg | Am Schulplatz 3                  | 48496 | Hopsten             | Website | 731                      | [ 180 ] |
| 195996      | Berufskolleg | Berufskolleg Hückeswagen, Sek.II, Staatlich genehmigte Ersatzschule d. Berufskolleg Hückesw.-Privatsch. Berg.Unternehm.gGmbH                                          | Goethestr. 83                    | 42499 | Hückeswagen         | Website | 136                      | [ 181 ] |
| 196046      | Berufskolleg | Rhein-Erft-Berufskolleg Berufsschule, Sek.II, Staatlich genehmigte Ersatzschule d. Rhein-Erft-Akademie GmbH                                                           | Industriestr. 149                | 50354 | Hürth               | Website | 557                      | [ 182 ] |
| 192247      | Berufskolleg | Goldenberg Europakolleg Berufskolleg f. Technik u. Gestaltung, Berufliches Gymn. d. Rhein-Erft-Kreises                                                                | Duffesbachstr. 7                 | 50354 | Hürth               | Website | 1665                     | [ 183 ] |
| 192909      | Berufskolleg | Lebenshilfe NRW Berufskolleg gGmbH Fachschule für Heilerziehungspflege Berufsfachschule für Sozialassistenz                                                           | Hermülheimer Str. 12-14          | 50354 | Hürth               | Website | 90                       | [ 184 ] |
| 178159      | Berufskolleg | Kaufmännische Schulen Tecklenburger Land des Kreises Steinfurt Berufskolleg mit Wirtschaftsgymnasium                                                                  | Wilhelmstr. 4-6                  | 49477 | Ibbenbüren          | Website | 1192                     | [ 185 ] |
| 178147      | Berufskolleg | Berufskolleg Tecklenburger Land des Kreises Steinfurt | Wilhelmstr. 8                    | 49477 | Ibbenbüren          | Website | 2027                     | [ 186 ] |
| 180701      | Berufskolleg | Friederike-Fliedner-Berufskolleg Schule d.Sek.II, Staatlich genehmigte Ersatzschule d. Diak.Werk im Ev.Kirchenkr.e.V.                                                 | Brüderstr. 20                    | 58636 | Iserlohn            | Website | 236                      | [ 187 ] |
| 180713      | Berufskolleg | Berufskolleg des Märkischen Kreises in Iserlohn | Hansaallee 19                    | 58636 | Iserlohn            | Website | 2439                     | [ 188 ] |
| 188797      | Berufskolleg | Fachoberschule für Ernährung – Berufskolleg - | Dr.-Weyer-Str. 5                 | 52428 | Jülich              | Website | 8                        | [ 189 ] |
| 176552      | Berufskolleg | Berufskolleg Jülich des Kreises Düren | Bongardstr. 15                   | 52428 | Jülich              | Website | 1470                     | [ 190 ] |
| 175500      | Berufskolleg | Berufskolleg Eifel des Kreises Euskirchen in Kall – Sekundarstufe II -                                                                                                | Loshardt 2                       | 53925 | Kall                | Website | 1067                     | [ 191 ] |
| 173794      | Berufskolleg | Rhein-Maas-Berufskolleg des Kreises Viersen – Sekundarstufe II - | Kleinbahnstr. 61                 | 47906 | Kempen              | Website | 2803                     | [ 192 ] |
| 196538      | Berufskolleg | Berufskollegs der Bauwirtschaft gGmbH Priv. Berufskolleg für die Ausbildungs- berufe der Bauwirtschaft                                                                | Humboldtstr. 30-36               | 50171 | Kerpen              | Website | 398                      | [ 193 ] |
| 175006      | Berufskolleg | Anna-Herrmann-Schule Berufskolleg – Berufsfachschule für Gymnastik- und Kosmetiklehrer/innen                                                                          | Rathausstr. 20-22                | 50169 | Kerpen              | Website | 112                      | [ 194 ] |
| 188475      | Berufskolleg | Adolf-Kolping-Berufskolleg Kerpen-Horrem | Ina-Seidel-Str. 11               | 50169 | Kerpen              | Website | 1592                     | [ 195 ] |
| 173990      | Berufskolleg | Berufskolleg Kleve des Kreises Kleve | Felix-Roeloffs-Str. 7            | 47533 | Kleve               | Website | 4485                     | [ 196 ] |
| 173988      | Berufskolleg | Berufskolleg der Landwirtschaftskammer NRW, Fachschule für Agrarwirtschaft, Fachrichtung Landwirtschaft                                                               | Elsenpaß 5                       | 47533 | Kleve               | Website | 72                       | [ 197 ] |
| 172200      | Berufskolleg | Berufskolleg Uerdingen Fachrichtung Technik | Alte Krefelder Str. 93           | 47829 | Krefeld             | Website | 2543                     | [ 198 ] |
| 172182      | Berufskolleg | Berufskolleg Vera Beckers | Girmesgath 131                   | 47803 | Krefeld             | Website | 2266                     | [ 199 ] |
| 172194      | Berufskolleg | Berufskolleg Glockenspitz – Fachrichtung Technik und Gestaltung - Sekundarstufe II                                                                                    | Glockenspitz 348                 | 47809 | Krefeld             | Website | 1778                     | [ 200 ] |
| 172212      | Berufskolleg | Berufskolleg Kaufmannsschule der Stadt Krefeld – Sekundarstufe II -                                                                                                   | Neuer Weg 121                    | 47803 | Krefeld             | Website | 2039                     | [ 201 ] |
| 175020      | Berufskolleg | Richard-Riemerschmid-Berufskolleg | Heinrichstr. 51                  | 50676 | Köln                | Website | 1231                     | [ 202 ] |
| 175031      | Berufskolleg | Berufskolleg Deutzer Freiheit | Eumeniusstr. 4                   | 50679 | Köln                | Website | 1424                     | [ 203 ] |
| 175055      | Berufskolleg | Georg-Simon-Ohm-Berufskolleg | Westerwaldstr. 92                | 51105 | Köln                | Website | 2560                     | [ 204 ] |
| 175043      | Berufskolleg | Stadt Köln Hans-Böckler-Berufskolleg – Sekundarstufe II - | Eitorfer Str. 18-20              | 50679 | Köln                | Website | 1876                     | [ 205 ] |
| 188610      | Berufskolleg | Erich-Gutenberg-Berufskolleg Köln | Modemannstr. 25                  | 51065 | Köln                | Website | 2151                     | [ 206 ] |
| 174970      | Berufskolleg | Berufskolleg an der Lindenstraße | Lindenstr. 78                    | 50674 | Köln                | Website | 3140                     | [ 207 ] |
| 174555      | Berufskolleg | Berufskolleg der Landwirtschaftskammer NRW, Fachschule für Agrarwirtschaft, Fachrichtung Landwirtschaft                                                               | Gartenstr. 11                    | 50765 | Köln                | Website | 79                       | [ 208 ] |
| 190767      | Berufskolleg | Stadt Köln Berufskolleg Ehrenfeld – Sekundarstufe II - | Weinsbergstr. 72                 | 50823 | Köln                | Website | 2706                     | [ 209 ] |
| 175067      | Berufskolleg | Berufskolleg Kartäuserwall der Stadt Köln – Sekundarstufe II - | Kartäuserwall 30                 | 50676 | Köln                | Website | 1234                     | [ 210 ] |
| 187847      | Berufskolleg | Stadt Köln Werner-von-Siemens-Schule Berufskolleg – Sekundarstufe II -                                                                                                | Eitorfer Str. 18                 | 50679 | Köln                | Website | 1697                     | [ 211 ] |
| 185620      | Berufskolleg | Höhere Fachschule für Augenoptik und Optometrie Köln (HFAK) | Bayenthalgürtel 6-8              | 50968 | Köln                | Website | 92                       | [ 212 ] |
| 175018      | Berufskolleg | Berufskolleg Humboldtstraße der Stadt Köln – Sekundarstufe II - | Humboldtstr. 41                  | 50676 | Köln                | Website | 1671                     | [ 213 ] |
| 175092      | Berufskolleg | Stadt Köln Nicolaus-August-Otto-Berufskolleg – Sekundarstufe II - | Eitorfer Str. 16                 | 50679 | Köln                | Website | 1887                     | [ 214 ] |
| 175122      | Berufskolleg | Stadt Köln Berufskolleg Südstadt – Sekundarstufe II - | Zugweg 48                        | 50677 | Köln                | Website | 2219                     | [ 215 ] |
| 175134      | Berufskolleg | Joseph-DuMont-Berufskolleg | Escher Str. 217                  | 50739 | Köln                | Website | 2198                     | [ 216 ] |
| 100181      | Berufskolleg | FRÖBEL-Fachschule für Sozialpädagogik | Salierring 47 – 53               | 50677 | Köln                | Website | 81                       | [ 217 ] |
| 196472      | Berufskolleg | Freie Waldorfschule Köln, Berufskolleg Fachber. Sozial- u. Gesundheitswesen Staatlich genehmigte Ersatzschule d. FW Köln e.V.                                         | Weichselring 6-8                 | 50765 | Köln                | Website | 10                       | [ 218 ] |
| 196149      | Berufskolleg | Berufskolleg, Berufsfachschule Berufsfeld Sozialwesen, Fachschule des Sozialwesens, Fachrichtung Heilerziehungspflege und Sozialpäd                                   | Maarweg 151                      | 50825 | Köln                | Website | 218                      | [ 219 ] |
| 191796      | Berufskolleg | Barbara-von-Sell-Berufskolleg der Stadt Köln – Sekundarstufe II - | Niehler Kirchweg 118             | 50733 | Köln                | Website | 3263                     | [ 220 ] |
| 175808      | Berufskolleg | Stadt Köln Berufskolleg – Sekundarstufe II | Hauptstr. 426-428                | 51143 | Köln                | Website | 1590                     | [ 221 ] |
| 175626      | Berufskolleg | Berufskolleg Michaelshoven des Berufsförderungswerkes Michaelshoven gGmbH                                                                                             | Pfarrer-te-Reh-Str. 5            | 50999 | Köln                | Website | 672                      | [ 222 ] |
| 194992      | Berufskolleg | Berufskolleg für Medienberufe Fachschule für Technik, Fachrichtung Medien d. bm-gesellschaft für bild. in medienb.                                                    | Sachsenring 79                   | 50677 | Köln                | Website | 171                      | [ 223 ] |
| 175407      | Berufskolleg | Fachschule des Möbelhandels-Berufskolleg Fachschule für Wirtschaft Kaufmännische Berufsschule                                                                         | Frangenheimstr. 6                | 50931 | Köln                | Website | 469                      | [ 224 ] |
| 175225      | Berufskolleg | Alfred-Müller-Armack-Berufskolleg | Brüggener Str. 1                 | 50969 | Köln                | Website | 2357                     | [ 225 ] |
| 175390      | Berufskolleg | Rheinische Akademie Köln gGmbH Berufskolleg | Vogelsanger Str. 295             | 50825 | Köln                | Website | 417                      | [ 226 ] |
| 175274      | Berufskolleg | Stadt Köln Berufskolleg Ulrepforte – Sekundarstufe II - | Ulrichgasse 1-3                  | 50678 | Köln                | Website | 1751                     | [ 227 ] |
| 175316      | Berufskolleg | Erzbischöfliches Berufskolleg Köln | Berrenrather Str. 121            | 50937 | Köln                | Website | 1014                     | [ 228 ] |
| 191899      | Berufskolleg | Berufskolleg der Stiftung Eben-Ezer Fachschule für Heilerziehungspflege, Heilerziehungshilfe und Heilpädagogik                                                        | Disselhofweg 3                   | 32657 | Lemgo               | Website | 260                      | [ 229 ] |
| 179048      | Berufskolleg | Lüttfeld Berufskolleg des Kreises Lippe | Lüttfeld 1                       | 32657 | Lemgo               | Website | 2032                     | [ 230 ] |
| 179050      | Berufskolleg | Hanse Berufskolleg des Kreises Lippe | Johannes-Schuchen-Str. 7         | 32657 | Lemgo               | Website | 1142                     | [ 231 ] |
| 172224      | Berufskolleg | Staatl. anerk. Berufskolleg, Werkberufs- schule u. Fachsch. f. Technik – Chemie- technik-der Currenta GmbH & Co. OHG                                                  | Chempark Gebäude C 104-West      | 51368 | Leverkusen          | Website | 1122                     | [ 232 ] |
| 172236      | Berufskolleg | Städt. Berufskolleg für Wirtschaft und Verwaltung – Sekundarstufe II -                                                                                                | Bismarckstr. 211                 | 51373 | Leverkusen          | Website | 1271                     | [ 233 ] |
| 172250      | Berufskolleg | Geschwister-Scholl-Berufskolleg Städt. Berufskolleg für Technik, Hauswirtschaft und Sozialpädagogik                                                                   | Bismarckstr. 207-209             | 51373 | Leverkusen          | Website | 1489                     | [ 234 ] |
| 187331      | Berufskolleg | Berufskolleg des Zweckverbandes der Berufsbildenden Schulen Opladen – Schule der Sekundarstufe II -                                                                   | Stauffenbergstr. 21-23           | 51379 | Leverkusen          | Website | 1721                     | [ 235 ] |
| 181663      | Berufskolleg | Lippe-Berufskolleg des Kreises Soest in Lippstadt | Otto-Hahn-Str. 25                | 59557 | Lippstadt           | Website | 2528                     | [ 236 ] |
| 181640      | Berufskolleg | Marienschule Berufskolleg Schule der Sekundarstufe II und Fachschule                                                                                                  | Pauline-von-Mallinckrodt-Platz 1 | 59558 | Lippstadt           | Website | 550                      | [ 237 ] |
| 187045      | Berufskolleg | Stift Cappel-Berufskolleg Berufsfachsch.Sozial-Gesundheitsw.-SekII in fr.Trägersch.d.Ev. Kirchenkreis.Soest                                                           | Cappeler Stiftsallee 6           | 59556 | Lippstadt           | Website | 102                      | [ 238 ] |
| 194396      | Berufskolleg | INI-Berufskolleg der Initiative für Jugendhilfe, Bildung & Arbeit e.V. - Sek.II -                                                                                     | Südstr. 18                       | 59557 | Lippstadt           | Website | 529                      | [ 239 ] |
| 178202      | Berufskolleg | Friedrich Krüger GmbH u. CO. KG – Berufskolleg – Schule der Sekundarstufe II                                                                                          | Westerkappelner Str. 66          | 49504 | Lotte               | Website | 208                      | [ 240 ] |
| 187379      | Berufskolleg | August-Griese-Berufskolleg des Kreises Herford | Jahnstr. 54-68                   | 32584 | Löhne               | Website | 1773                     | [ 241 ] |
| 190755      | Berufskolleg | Berufskolleg Lübbecke des Kreises Minden-Lübbecke | Rahdener Str. 1                  | 32312 | Lübbecke            | Website | 3238                     | [ 242 ] |
| 181031      | Berufskolleg | Gertrud-Bäumer-Berufskolleg | Raithelplatz 5                   | 58509 | Lüdenscheid         | Website | 1376                     | [ 243 ] |
| 181043      | Berufskolleg | Berufskolleg für Technik des Märkischen Kreises in Lüdenscheid – Sekundarstufe II -                                                                                   | Raithelplatz 5                   | 58509 | Lüdenscheid         | Website | 2343                     | [ 244 ] |
| 177787      | Berufskolleg | Richard-von-Weizsäcker-Berufskolleg Europaschule – Sekundarstufe II – des Kreises Coesfeld in Lüdinghausen                                                            | Auf der Geest 2                  | 59348 | Lüdinghausen        | Website | 2111                     | [ 245 ] |
| 180798      | Berufskolleg | Lippe Berufskolleg Lünen Schule für Wirtschaft,Verwaltung,Sozial- und Gesundheitswesen, Hauswirtschaft                                                                | Dortmunder Str. 44               | 44536 | Lünen               | Website | 2074                     | [ 246 ] |
| 187446      | Berufskolleg | Hans-Böckler-Berufskolleg Marl/Haltern am See | Hagenstr. 28                     | 45768 | Marl                | Website | 2797                     | [ 247 ] |
| 181500      | Berufskolleg | Hönne-Berufskolleg des Märkischen Kreises in Menden Sekundarstufe II                                                                                                  | Werler Str. 4                    | 58706 | Menden (Sauerland)  | Website | 1855                     | [ 248 ] |
| 181511      | Berufskolleg | Placida Viel-Berufskolleg Menden Staatlich genehmigte Ersatzschule der SMMP Walburgisschule gGmbH in Bestwig                                                          | Dechant-Röper-Str. 47            | 58706 | Menden (Sauerland)  | Website | 502                      | [ 249 ] |
| 186041      | Berufskolleg | Berufskolleg der Landwirtschaftskammer NRW, Fachschule für Agrarwirtschaft, Fachrichtung Landwirtschaft                                                               | Dünnefeldweg 13                  | 59872 | Meschede            | Website | 40                       | [ 250 ] |
| 181808      | Berufskolleg | Berufskolleg Meschede des Hochsauerlandkreises – Sekundarstufe II -                                                                                                   | Dünnefeldweg 5                   | 59872 | Meschede            | Website | 2108                     | [ 251 ] |
| 173551      | Berufskolleg | Berufskolleg Neandertal | Koenneckestr. 25                 | 40822 | Mettmann            | Website | 2140                     | [ 252 ] |
| 100166      | Berufskolleg | Freies Evang.Berufskolleg Minden, Sek II Evang.priv.Berufsk. a. Ersatzsch. i. fr. Trägersch.d. christl. Schulv.Minden e,V.                                            | Kingsleyallee 5                  | 32425 | Minden              | Website | 60                       | [ 253 ] |
| 189431      | Berufskolleg | Leo-Sympher-Berufskolleg des Kreises Minden-Lübbecke | Habsburgerring 53 a              | 32425 | Minden              | Website | 3076                     | [ 254 ] |
| 179152      | Berufskolleg | Freiherr-vom-Stein-Berufskolleg des Kreises Minden-Lübbecke – Sekundarstufe II -                                                                                      | Habsburgerring 53 b              | 32425 | Minden              | Website | 2050                     | [ 255 ] |
| 174105      | Berufskolleg | Berufskolleg für Technik Moers Schule der Sekundarstufe II des Kreises Wesel                                                                                          | Repelener Str. 91                | 47441 | Moers               | Website | 1782                     | [ 256 ] |
| 174087      | Berufskolleg | Hermann-Gmeiner-Berufskolleg Schule der Sekundarstufe II des Kreises Wesel in Moers                                                                                   | Landwehrstr. 31                  | 47441 | Moers               | Website | 1132                     | [ 257 ] |
| 174075      | Berufskolleg | Mercator-Berufskolleg Schule der Sekundarstufe II des Kreises Wesel                                                                                                   | An der Berufsschule 3            | 47441 | Moers               | Website | 1973                     | [ 258 ] |
| 191966      | Berufskolleg | Berufskolleg der Ev. Stiftung Hephata Staatlich genehmigte private Ersatzschule d. Sek.II u.Fachsch., Berufsfeld Sozial-u.Gesundh.                                    | Schwalmstr. 206                  | 41238 | Mönchengladbach     | Website | 355                      | [ 259 ] |
| 172972      | Berufskolleg | Maria-Lenssen-Berufskolleg Schule der Sekundarstufe II | Werner-Gilles-Str. 20-32         | 41236 | Mönchengladbach     | Website | 979                      | [ 260 ] |
| 172467      | Berufskolleg | Berufskolleg Platz der Republik für Technik und Medien – Sekundarstufe II -                                                                                           | Platz der Republik 1             | 41065 | Mönchengladbach     | Website | 2036                     | [ 261 ] |
| 172996      | Berufskolleg | Berufskolleg Rheydt-Mülfort für Technik – Sekundarstufe II - | Mülgaustr. 361                   | 41238 | Mönchengladbach     | Website | 1518                     | [ 262 ] |
| 173009      | Berufskolleg | Berufskolleg Rheydt-Mülfort für Wirtschaft und Verwaltung – Sekundarstufe II -                                                                                        | Bruchstr. 58                     | 41238 | Mönchengladbach     | Website | 1262                     | [ 263 ] |
| 100060      | Berufskolleg | Textilakademie NRW Berufskolleg Sek. II Staatlich genehmigte private Ersatzschule der Textilakademie NRW Berufskolleg gGmbH                                           | Rheydter Str. 329                | 41065 | Mönchengladbach     | Website | 221                      | [ 264 ] |
| 172455      | Berufskolleg | Berufskolleg Volksgartenstraße für Wirtschaft und Verwaltung | Volksgartenstr. 124              | 41065 | Mönchengladbach     | Website | 2187                     | [ 265 ] |
| 172420      | Berufskolleg | Bischöfliche Liebfrauenschule Mönchengladbach Berufskolleg des Bistums Aachen -Sek.II-                                                                                | Bettrather Str. 20               | 41061 | Mönchengladbach     | Website | 624                      | [ 266 ] |
| 172510      | Berufskolleg | Berufskolleg Stadtmitte der Stadt Mülheim an der Ruhr | Kluse 24-42                      | 45470 | Mülheim an der Ruhr | Website | 1496                     | [ 267 ] |
| 172509      | Berufskolleg | Berufskolleg Lehnerstraße der Stadt Mülheim an der Ruhr – Sekundarstufe II -                                                                                          | Lehnerstr. 67                    | 45481 | Mülheim an der Ruhr | Website | 1213                     | [ 268 ] |
| 177313      | Berufskolleg | Hansa-Berufskolleg Schule der Sekundarstufe II der Stadt Münster | Hansaring 80                     | 48155 | Münster             | Website | 3978                     | [ 269 ] |
| 177040      | Berufskolleg | Hans-Böckler-Berufskolleg Schule der Sekundarstufe II der Stadt Münster                                                                                               | Hoffschultestr. 25               | 48155 | Münster             | Website | 2726                     | [ 270 ] |
| 177301      | Berufskolleg | Hildegardisschule Berufskolleg des Bistums Münster – Sekundarstufe II -                                                                                               | Neubrückenstr. 17                | 48143 | Münster             | Website | 828                      | [ 271 ] |
| 184573      | Berufskolleg | Timmermeister-Berufskolleg GmbH Berufsfachschule für Gymnastik – Sekundarstufe II -                                                                                   | Sentruper Str. 157-161           | 48149 | Münster             | Website | 71                       | [ 272 ] |
| 177143      | Berufskolleg | Genossenschaftliches Berufskolleg d. Genossenschaftsverbandes -Verband der Regionen e.V. -Sekundarstufe II-                                                           | Wiener Str. 53-55                | 48145 | Münster             | Website | 993                      | [ 273 ] |
| 177830      | Berufskolleg | Berufskolleg der Landwirtschaftskammer NRW, Fachschule für Agrarwirtschaft, Fachrichtung Landwirtschaft                                                               | Münsterstr. 64                   | 48167 | Münster             | Website | 102                      | [ 274 ] |
| 177088      | Berufskolleg | Wilhelm-Emmanuel-von-Ketteler-Berufs-kolleg, Schule der Sekundarstufe II der Stadt Münster                                                                            | Mindener Str. 11                 | 48145 | Münster             | Website | 2774                     | [ 275 ] |
| 177076      | Berufskolleg | Anne-Frank-Berufskolleg Schule der Sekundarstufe II der Stadt Münster                                                                                                 | Manfred-von-Richthofen-Str. 39   | 48145 | Münster             | Website | 1555                     | [ 276 ] |
| 177064      | Berufskolleg | Adolph-Kolping-Berufskolleg Münster | Lotharingerstr. 30               | 48147 | Münster             | Website | 1796                     | [ 277 ] |
| 177052      | Berufskolleg | Ludwig-Erhard-Berufskolleg Schule der Sekundarstufe II der Stadt Münster                                                                                              | Gut Insel 41                     | 48151 | Münster             | Website | 2501                     | [ 278 ] |
| 186170      | Berufskolleg | Neukirchener Berufskolleg Evangelische Fachschule für Sozial- pädagogik des Neukirchener Erziehungsv.                                                                 | Heckrathstr. 24                  | 47506 | Neukirchen-Vluyn    | Website | 156                      | [ 279 ] |
| 172698      | Berufskolleg | Berufsbildungszentrum Weingartstraße Berufskolleg f. Wirtsch u. Informatik des Rhein-Kreises Neuss -Sekundarst.II-                                                    | Weingartstr. 59-61               | 41464 | Neuss               | Website | 2307                     | [ 280 ] |
| 172686      | Berufskolleg | Berufskolleg für Technik und Informatik | Hammfelddamm 2                   | 41460 | Neuss               | Website | 1360                     | [ 281 ] |
| 172662      | Berufskolleg | Erzbischöfliches Berufskolleg Neuss | Kapitelstr. 36                   | 41460 | Neuss               | Website | 619                      | [ 282 ] |
| 172728      | Berufskolleg | Hans-Böckler-Berufskolleg Kaufmännisches Berufskolleg der Stadt Oberhausen                                                                                            | Otto-Dibelius-Str. 9             | 46045 | Oberhausen          | Website | 2070                     | [ 283 ] |
| 191309      | Berufskolleg | Städt. Hans-Sachs-Berufskolleg – Schule der Sekundarstufe II - | Am Förderturm 5                  | 46049 | Oberhausen          | Website | 2162                     | [ 284 ] |
| 172741      | Berufskolleg | Käthe-Kollwitz-Berufskolleg – Sekundarstufe II - | Richard-Wagner-Allee 40          | 46117 | Oberhausen          | Website | 1070                     | [ 285 ] |
| 181870      | Berufskolleg | Berufskolleg des Kreises Olpe – Sekundarstufe II - | Kurfürst-Heinrich-Str. 34-36     | 57462 | Olpe                | Website | 2581                     | [ 286 ] |
| 181286      | Berufskolleg | Berufskolleg Olsberg des Hochsauerlandkreises – Sekundarstufe II - | Paul-Oventrop-Str. 7             | 59939 | Olsberg             | Website | 2009                     | [ 287 ] |
| 199280      | Berufskolleg | Heinrich-Sommer-Berufskolleg der Josefsheim gGmbH, Staatlich genehmigte Ersatzschule, Berufskolleg Sek.II.d.Tr.JosefsheimBigge                                        | Heinrich-Sommer-Str. 13          | 59939 | Olsberg             | Website | 63                       | [ 288 ] |
| 179346      | Berufskolleg | Helene-Weber-Berufskolleg | Am Bischofsteich 5               | 33102 | Paderborn           | Website | 1291                     | [ 289 ] |
| 179292      | Berufskolleg | Richard-von-Weizsäcker-Berufskolleg Technische Schulen des Kreises Paderborn                                                                                          | Schützenweg 6                    | 33102 | Paderborn           | Website | 2704                     | [ 290 ] |
| 179309      | Berufskolleg | Berufskolleg für Angewandte Informatik | Fürstenallee 3-5                 | 33102 | Paderborn           | Website | 638                      | [ 291 ] |
| 179310      | Berufskolleg | Ludwig-Erhard-Berufskolleg des Kreises Paderborn Berufsfeld Wirtschaft und Verwaltung                                                                                 | Schützenweg 4                    | 33102 | Paderborn           | Website | 1747                     | [ 292 ] |
| 179334      | Berufskolleg | Edith-Stein-Berufskolleg,Berufskolleg u. Berufl. Gymn. des Erzbistums Paderborn Fachrichtung Sozial-u.Gesundheitsw.,Erz.u.Soz.                                        | Am Rolandsbad 4                  | 33102 | Paderborn           | Website | 712                      | [ 293 ] |
| 189650      | Berufskolleg | ATIW gGmbH Ausbildungszentrum Informationsverarbeitung u. Wirtschaft                                                                                                  | Technologiepark 3                | 33100 | Paderborn           | Website | 747                      | [ 294 ] |
| 194323      | Berufskolleg | Berufskolleg Schloß Neuhaus Kaufmännisches Berufskolleg des Kreises Paderborn                                                                                         | An der Kapelle 2                 | 33104 | Paderborn           | Website | 1542                     | [ 295 ] |
| 179383      | Berufskolleg | Gregor-Mendel-Berufskolleg des Kreises Paderborn Berufsfeld Agrarwirtschaft                                                                                           | Bleichstr. 41a                   | 33102 | Paderborn           | Website | 461                      | [ 296 ] |
| 100133      | Berufskolleg | Kolping-Berufskolleg Paderborn Sekundarstufe II Berufskolleg der Kolping Schulwerk gGmbH                                                                              | Otto-Stadler-Str. 9              | 33100 | Paderborn           | Website | 164                      | [ 297 ] |
| 195753      | Berufskolleg | Berufskolleg Malche-Fachsch. für Sozialpädagogik, Staatlich genehmigte Ersatzschule, Sek.II in fr.Trägersch.d.Erzieherkol.Malche e.V                                  | Portastr. 8                      | 32457 | Porta Westfalica    | Website | 43                       | [ 298 ] |
| 173563      | Berufskolleg | Adam-Josef-Cüppers-Berufskolleg | Minoritenstr. 10                 | 40878 | Ratingen            | Website | 1460                     | [ 299 ] |
| 186910      | Berufskolleg | Kuniberg Berufskolleg Schule der Sekundarstufe II in Recklinghausen                                                                                                   | Im Kuniberg 79                   | 45665 | Recklinghausen      | Website | 2349                     | [ 300 ] |
| 188396      | Berufskolleg | Herwig-Blankertz-Berufskolleg Schule der Sekundarstufe II des Kreises Recklinghausen                                                                                  | Campus Blumenthal 1              | 45665 | Recklinghausen      | Website | 1737                     | [ 301 ] |
| 177362      | Berufskolleg | Alexandrine-Hegemann-Berufskolleg Schule der Sek. II des Bistums Münster Bereich: Sozial- und Gesundheitswesen                                                        | Werkstättenstr. 16-18            | 45659 | Recklinghausen      | Website | 342                      | [ 302 ] |
| 187161      | Berufskolleg | Max-Born-Berufskolleg | Campus Blumenthal 3              | 45665 | Recklinghausen      | Website | 3192                     | [ 303 ] |
| 195091      | Berufskolleg | ONE SCHOOL GLOBAL, Freies staatlich genehmigtes Berufskolleg, Zweijährige Berufsfachschule Fachrichtung Wirtschaft und Verwaltung                                     | Sotterbacher Str. 3              | 51580 | Reichshof           | Website | 21                       | [ 304 ] |
| 199692      | Berufskolleg | Berufskolleg Benediktushof | Meisenweg 15                     | 48734 | Reken               | Website | 11                       | [ 305 ] |
| 172959      | Berufskolleg | Berufskolleg Wirtschaft und Verwaltung der Stadt Remscheid – Sekundarstufe II                                                                                         | Schmalkalder Str. 5              | 42859 | Remscheid           | Website | 1343                     | [ 306 ] |
| 172947      | Berufskolleg | Käthe-Kollwitz-Berufskolleg der Stadt Remscheid, Berufsfelder Sozial.u.Gesundheitsw., Ernähr.u.Hausw.                                                                 | Freiheitstr. 146                 | 42853 | Remscheid           | Website | 726                      | [ 307 ] |
| 172935      | Berufskolleg | Berufskolleg Technik der Stadt Remscheid – Sekundarstufe II - | Neuenkamper Str. 55              | 42855 | Remscheid           | Website | 1386                     | [ 308 ] |
| 179632      | Berufskolleg | Reckenberg-Berufskolleg des Kreises Gütersloh – Sekundarstufe II - | Am Sandberg 21                   | 33378 | Rheda-Wiedenbrück   | Website | 1914                     | [ 309 ] |
| 179620      | Berufskolleg | Ems-Berufskolleg f.Wirtschaft u.Verwalt. d.Kreises Gütersloh in Rheda-Wiedenbrück – Sekundarstufe II -                                                                | Am Sandberg 21                   | 33378 | Rheda-Wiedenbrück   | Website | 1598                     | [ 310 ] |
| 175936      | Berufskolleg | Glasfachschule NRW | Zu den Fichten 19                | 53359 | Rheinbach           | Website | 550                      | [ 311 ] |
| 178068      | Berufskolleg | Berufskolleg Rheine des Kreises Steinfurt – Sekundarstufe II - | Frankenburgstr. 7                | 48431 | Rheine              | Website | 2215                     | [ 312 ] |
| 178070      | Berufskolleg | Kaufmännische Schulen Rheine- Berufskolleg mit Wirtschaftsgymnasium des Kreises Steinfurt -Sekundarstufe II                                                           | Lindenstr. 36                    | 48431 | Rheine              | Website | 2020                     | [ 313 ] |
| 178093      | Berufskolleg | Josef-Pieper-Schule Bischöfliches Berufskolleg Rheine Fachschule f. Sozial- u.Gesundheitswesen                                                                        | Salinenstr. 109                  | 48432 | Rheine              | Website | 423                      | [ 314 ] |
| 193884      | Berufskolleg | Agnes-Neuhaus-Berufskolleg, Priv. BK u. Förder BK, FSP ES und LE, d. Soziald. kath. Frauen e.V., Ortsv. Paderborn                                                     | Widey 11                         | 33154 | Salzkotten          | Website | 158                      | [ 315 ] |
| 195984      | Berufskolleg | Freie Waldorfschule Sankt Augustin Berufskolleg, FOS 11/12S Fachrichtung Gestaltung, Staatlich genehmigte Ersatzschule in privater Trägerschaft                       | Graf-Zeppelin-Str. 7             | 53757 | Sankt Augustin      | Website | 38                       | [ 316 ] |
| 175948      | Berufskolleg | Berufskolleg des Rhein-Sieg-Kreises in Siegburg | Hochstr. 1                       | 53721 | Siegburg            | Website | 2159                     | [ 317 ] |
| 196253      | Berufskolleg | Fachschule für Sozialpädagogik der Erziehungshilfe – Institut für pädagogische Diagnostik IPD gGmbH                                                                   | Auf den Tongruben 3              | 53721 | Siegburg            | Website | 185                      | [ 318 ] |
| 195637      | Berufskolleg | Semper Berufskolleg f. Kosmetik u. Ge- staltung, Staatlich genehmigte Ersatzschule d.Gemein. Gesellsch.SemperBildungsw.NRW mbH                                        | Birlenbacher Hütte 4             | 57078 | Siegen              | Website | 100                      | [ 319 ] |
| 181973      | Berufskolleg | Berufskolleg Wirtschaft und Verwaltung des Kreises Siegen-Wittgenstein                                                                                                | Am Stadtwald 27                  | 57072 | Siegen              | Website | 2649                     | [ 320 ] |
| 181948      | Berufskolleg | Berufskolleg Technik des Kreises Siegen-Wittgenstein | Fischbacherbergstr. 2            | 57072 | Siegen              | Website | 3999                     | [ 321 ] |
| 181985      | Berufskolleg | Berufskolleg Allgemeingewerbe, Hauswirtschaft und Sozialpädagogik des Kreises Siegen-Wittgenstein                                                                     | Fischbacherbergstr. 17           | 57072 | Siegen              | Website | 1286                     | [ 322 ] |
| 187537      | Berufskolleg | Hubertus-Schwartz-Berufskolleg für Wirtschaft und Verwaltung – Sekundarstufe II -                                                                                     | Hattroper Weg 16                 | 59494 | Soest               | Website | 1512                     | [ 323 ] |
| 182140      | Berufskolleg | Börde-Berufskolleg des Kreises Soest in Soest – Sekundarstufe II - | Geschwister-Scholl-Str. 1        | 59494 | Soest               | Website | 2251                     | [ 324 ] |
| 173113      | Berufskolleg | Berufskolleg der Zentralfachschule der Deutschen Süßwarenwirtschaft Schule der Sek. II und Fachschule                                                                 | De-Leuw-Str. 1-9                 | 42653 | Solingen            | Website | 487                      | [ 325 ] |
| 173125      | Berufskolleg | Technisches Berufskolleg Solingen | Oligschlägerweg 9                | 42655 | Solingen            | Website | 1410                     | [ 326 ] |
| 173137      | Berufskolleg | Mildred-Scheel-Berufskolleg – Sekundarstufe II - | Beethovenstr. 225                | 42655 | Solingen            | Website | 833                      | [ 327 ] |
| 173101      | Berufskolleg | Friedrich-List-Berufskolleg Berufsfeld Wirtschaft und Verwaltung – Sekundarstufe II -                                                                                 | Burgstr. 65                      | 42655 | Solingen            | Website | 1147                     | [ 328 ] |
| 178019      | Berufskolleg | Technische Schulen des Kreises Steinfurt Berufskolleg mit Technischem Gymnasium – Sekundarstufe II -                                                                  | Liedekerker Str. 84              | 48565 | Steinfurt           | Website | 1667                     | [ 329 ] |
| 178020      | Berufskolleg | Hermann-Emanuel-Berufskolleg des Kreises Steinfurt | Bahnhofstr. 28                   | 48565 | Steinfurt           | Website | 1918                     | [ 330 ] |
| 176382      | Berufskolleg | Berufskolleg Simmerath/Stolberg der Städteregion Aachen – Sekundarstufe II -                                                                                          | Am Obersteinfeld 8               | 52222 | Stolberg (Rhld.)    | Website | 2037                     | [ 331 ] |
| 175985      | Berufskolleg | Georg-Kerschensteiner-Berufskolleg des Rhein-Sieg-Kreises in Troisdorf                                                                                                | Kerschensteinerstr. 4            | 53844 | Troisdorf           | Website | 2123                     | [ 332 ] |
| 198444      | Berufskolleg | Werkstatt-Berufskolleg Berufskolleg in fr. Trägerschaft der Werkstatt i.Kr.Unna,Berufsschule d.SekII                                                                  | Nordring 39                      | 59423 | Unna                | Website | 745                      | [ 333 ] |
| 182266      | Berufskolleg | Hansa Berufskolleg Unna Schule für Wirtschaft und Verwaltung – Sekundarstufe II -                                                                                     | Platanenallee 41-43              | 59425 | Unna                | Website | 2095                     | [ 334 ] |
| 182242      | Berufskolleg | Märkisches Berufskolleg Unna Schule für Sozial- und Gesundheitswesen, Hauswirtschaft und Ernährung                                                                    | Parkstr. 22                      | 59425 | Unna                | Website | 1255                     | [ 335 ] |
| 182254      | Berufskolleg | Hellweg Berufskolleg Unna Technische Schule des Kreises Unna – Sekundarstufe II -                                                                                     | Platanenallee 18                 | 59425 | Unna                | Website | 1918                     | [ 336 ] |
| 173575      | Berufskolleg | Berufskolleg Niederberg des Kreises Mettmann Schule der Sekundarstufe II                                                                                              | Langenberger Str. 120            | 42551 | Velbert             | Website | 1708                     | [ 337 ] |
| 196162      | Berufskolleg | Berufskolleg Windrather Talschule, Fachrichtung Sozial-und Gesundheitswesen, Fachobersch. 11-12, Staatlich genehmigte Ersatzschule in priv.Trägersch.                 | Panner Str. 24                   | 42555 | Velbert             | Website | 18                       | [ 338 ] |
| 173599      | Berufskolleg | Berufskolleg Bleibergquelle | Bleibergstr. 145                 | 42551 | Velbert             | Website | 539                      | [ 339 ] |
| 173897      | Berufskolleg | Berufskolleg Viersen-Dülken des Kreises Viersen – Sekundarstufe II -                                                                                                  | Heesstr. 95                      | 41751 | Viersen             | Website | 2013                     | [ 340 ] |
| 195110      | Berufskolleg | IWK gGmbH Berufskolleg in privater Trägerschaft – Fachschule für Heilerziehungspflege -                                                                               | Brölbahnstr. 19                  | 51545 | Waldbröl            | Website | 200                      | [ 341 ] |
| 179516      | Berufskolleg | Theresia-Gerhardinger-Berufskolleg Fachschule für Sozialpädagogik der Kolping Schulwerk gGmbH                                                                         | Wilhelm-Poth-Str. 10             | 34414 | Warburg             | Website | 376                      | [ 342 ] |
| 179530      | Berufskolleg | Johann-Conrad-Schlaun-Berufskolleg Berufsbildende Schule des Kreises Höxter                                                                                           | Stiepenweg 15                    | 34414 | Warburg             | Website | 640                      | [ 343 ] |
| 178214      | Berufskolleg | Paul-Spiegel-Berufskolleg des Kreises Warendorf – Europaschule - | Von-Ketteler-Str. 40             | 48231 | Warendorf           | Website | 1878                     | [ 344 ] |
| 177763      | Berufskolleg | Freiherr-vom-Stein-Berufskolleg Werne Technische Schule des Kreises Unna – Sekundarstufe II -                                                                         | Becklohhof 18                    | 59368 | Werne               | Website | 1121                     | [ 345 ] |
| 174210      | Berufskolleg | Berufskolleg Wesel Schule der Sekundarstufe II des Kreises Wesel | Hamminkelner Landstr. 38b        | 46483 | Wesel               | Website | 2919                     | [ 346 ] |
| 175833      | Berufskolleg | Bergisches Berufskolleg Wipperfürth und Wermelskirchen | Ringstr. 42                      | 51688 | Wipperfürth         | Website | 2523                     | [ 347 ] |
| 191772      | Berufskolleg | Berufskolleg Witten des Ennepe-Ruhr-Kreises Bildungsgänge der Sekundarstufe II                                                                                        | Husemannstr. 51                  | 58452 | Witten              | Website | 2567                     | [ 348 ] |
| 190433      | Berufskolleg | Berufskolleg Werther Brücke der Stadt Wuppertal – Schule der Sekundarstufe II -                                                                                       | Bachstr. 17                      | 42275 | Wuppertal           | Website | 2001                     | [ 349 ] |
| 173162      | Berufskolleg | Berufskolleg Barmen der Stadt Wuppertal Europaschule | Sternstr. 75                     | 42275 | Wuppertal           | Website | 1671                     | [ 350 ] |
| 193434      | Berufskolleg | Ita-Wegman-Berufskolleg, Staatlich genehmigte private Ersatzschule, Berufsfeld Sozial-und Gesundheitsw.d.Ita Wegman Bildungsz.e.V.                                    | Am Kriegermal 3a                 | 42399 | Wuppertal           | Website | 179                      | [ 351 ] |
| 173174      | Berufskolleg | Berufskolleg Elberfeld der Stadt Wuppertal – Schule der Sekundarstufe II -                                                                                            | Bundesallee 222                  | 42103 | Wuppertal           | Website | 2059                     | [ 352 ] |
| 173186      | Berufskolleg | Berufskolleg am Haspel der Stadt Wuppertal – Schule der Sekundarstufe II -                                                                                            | Haspeler Str. 25                 | 42285 | Wuppertal           | Website | 2356                     | [ 353 ] |
| 173216      | Berufskolleg | Evangelisches Berufskolleg der Bergischen Diakonie Aprath – Sek. II - -Berufsfeld Sozial-und Gesundheitswesen-                                                        | Straßburger Str. 39              | 42107 | Wuppertal           | Website | 357                      | [ 354 ] |
| 173198      | Berufskolleg | Berufskolleg Kohlstraße der Stadt Wuppertal – Schule der Sekundarstufe II -                                                                                           | Kohlstr. 11                      | 42109 | Wuppertal           | Website | 1511                     | [ 355 ] |
| 174180      | Berufskolleg | Placidahaus Xanten Berufskolleg der Kath. Propstgemeinde St. Viktor -Schule der Sekundarstufe II-                                                                     | Kapitel 19                       | 46509 | Xanten              | Website | 362                      | [ 356 ] |
| 175493      | Berufskolleg | Berufskolleg St.Nikolaus Stift Füssenich – Sekundarstufe II – Bereich Sozial- und Gesundheitswesen                                                                    | Brüsseler Str. 68                | 53909 | Zülpich             | Website | 521                      | [ 357 ] |

## Liste der ehemaligen Weiterbildungskollegs
| Schulnummer | Schulform    | Schulname                                                          | Anschrift         | PLZ   | Ort           | Website | Jahr der Auflösung | Anm. |
| ----------- | ------------ | ------------------------------------------------------------------ | ----------------- | ----- | ------------- | ------- | ------------------ | ---- |
| 176254      | Berufskolleg | Berufskolleg Alsdorf des Schulverbandes in der StädteRegion Aachen | Heidweg 2         | 52477 | Alsdorf       | Website |                    |      |
| 176825      | Berufskolleg | Berufskolleg für Wirtschaft und Verwaltung                         | Augustastr. 52/54 | 45888 | Gelsenkirchen |         | 2015               |      |
| 180695      | Berufskolleg | Theodor-Reuter-Berufskolleg Iserlohn                               | Karnacksweg 43    | 58636 | Iserlohn      |         | 2020               |      |
| 170630      | Berufskolleg | Ruhr-Kolleg                                                        | Seminarstraße 9   | 45138 | Essen         |         | 2022               |      |
| 171621      | Berufskolleg | Hugo-Kükelhaus-Berufskolleg                                        | Gärtnerstr. 11    | 45128 | Essen         |         | 2024               |      |